# Kozia Kazalnica
Kozia Kazalnica, Mała Żółta Ściana (słow. Kozia kazateľnica, Malá Žltá stena) – turnia o wysokości ok. 2105 m n.p.m. stanowiąca najbardziej na wschód wysunięte wzniesienie Filara Komarnickich opadającego spod Pośredniej Grani w kierunku Doliny Małej Zimnej Wody w słowackiej części Tatr Wysokich. Od kopuły szczytowej Pośredniej Grani oddzielona jest trzema przełączkami: Niżnimi, Pośrednimi i Wyżnimi Kozimi Wrótkami i kilkoma nienazwanymi turniczkami. Na wierzchołek Koziej Kazalnicy nie wiodą żadne znakowane szlaki turystyczne, jest ona dostępna jedynie dla taterników.
Wysokość Filara Komarnickich wraz ze ścianą Koziej Kazalnicy opadającej do Doliny Małej Zimnej Wody wynosi ok. 550 m. Pierwsze wejścia na wierzchołek Koziej Kazalnicy nie są udokumentowane, pierwszego wejścia na sąsiadujące z jej wierzchołkiem Niżnie Kozie Wrótka dokonali Gyula Komarnicki i Roman Komarnicki – miało to miejsce 6 sierpnia 1911 roku.